# Vivaro Romano
Vivaro Romano ist eine Gemeinde in der Metropolitanstadt Rom in der italienischen Region Latium mit 152 Einwohnern (Stand 31. Dezember 2023). Der Ort liegt 69 km nordöstlich von Rom.

## Geographie
Vivaro Romano liegt oberhalb des Turanotals in den Monti Lucretili an der Grenze zur Region Abruzzen. Es ist Mitglied der Comunità Montana Valle dell’Aniene.

## Geschichte
Der Ort war eine Siedlung der Aequer, die 229 v. Chr. zu einer römischen Kolonie erhoben wurde. Da hier Opfertiere gezüchtet wurden, bekam sie den Namen Vivarum. Ab dem 11. Jahrhundert gehörte Vivaro der Abtei Farfa. Im 15. Jahrhundert kam es an die Familie Orsini und später an die Brancaleone und die Borghese. 1799 wurde die Burg von französischen Truppen zerstört.

## Bevölkerungsentwicklung
| Jahr      | 1871 | 1901 | 1921 | 1951 | 1971 | 1991 | 2001 | 2016 |
| --------- | ---- | ---- | ---- | ---- | ---- | ---- | ---- | ---- |
| Einwohner | 863  | 1001 | 1038 | 826  | 397  | 242  | 223  | 170  |

Quelle: ISTAT

## Politik
Seit der Wahl am 5. Juni 2016 ist Beatrice Sforza (Lista Civica: Vivere Vivaro) Bürgermeisterin.

## Persönlichkeiten
- Angelo Di Pietro (1828–1914), römisch-katholischer Geistlicher, Kardinal